# Щербаков, Илья Сергеевич
Илья́ Серге́евич Щербако́в (1912 — 1996, Москва) — советский дипломат. Чрезвычайный и полномочный посол.

## Биография
- В 1930—1940 годах — на преподавательской работе. В 1940 году заочно окончил Челябинский педагогический институт.
- В 1940—1949 годах — служба в Советской Армии.
- В 1949—1963 годах — сотрудник аппарата ЦК ВКП(б) — КПСС.
- В 1963—1964 годах — советник-посланник посольства СССР в КНР.
- С 9 сентября 1964 по 11 октября 1974 года — чрезвычайный и полномочный посол СССР в Демократической Республике Вьетнам[1].
- В 1966—1986 годах — член Центральной ревизионной комиссии КПСС.
- В 1974—1978 годах — заместитель заведующего Отделом ЦК КПСС.
- С 24 июля 1978 по 11 марта 1986 года — чрезвычайный и полномочный посол СССР в Китайской Народной Республике[2].

Похоронен на Троекуровском кладбище.